# Gare de Bexleyheath
La gare de Bexleyheath (en anglais : Bexleyheath railway station), est une gare ferroviaire de la Bexleyheath line (en), en zone 5 Travelcard. Elle  est située sur la Station Road à Bexleyheath, dans le borough londonien de Bexley, sur le territoire du Grand Londres.
C'est une gare Network Rail desservie par des trains Southeastern.

## Situation ferroviaire
Établie à 46 mètres d'altitude, La gare de Bexleyheath est située sur la Bexleyheath line (en), entre les gares de Welling, en direction du terminus Lewisham, et de Barnehurst, en direction du terminus gare de Dartford (en). Elle dispose de deux voies encadrées par deux quais latéraux.

Plans : de la ligne et du réseau des transports à Londres
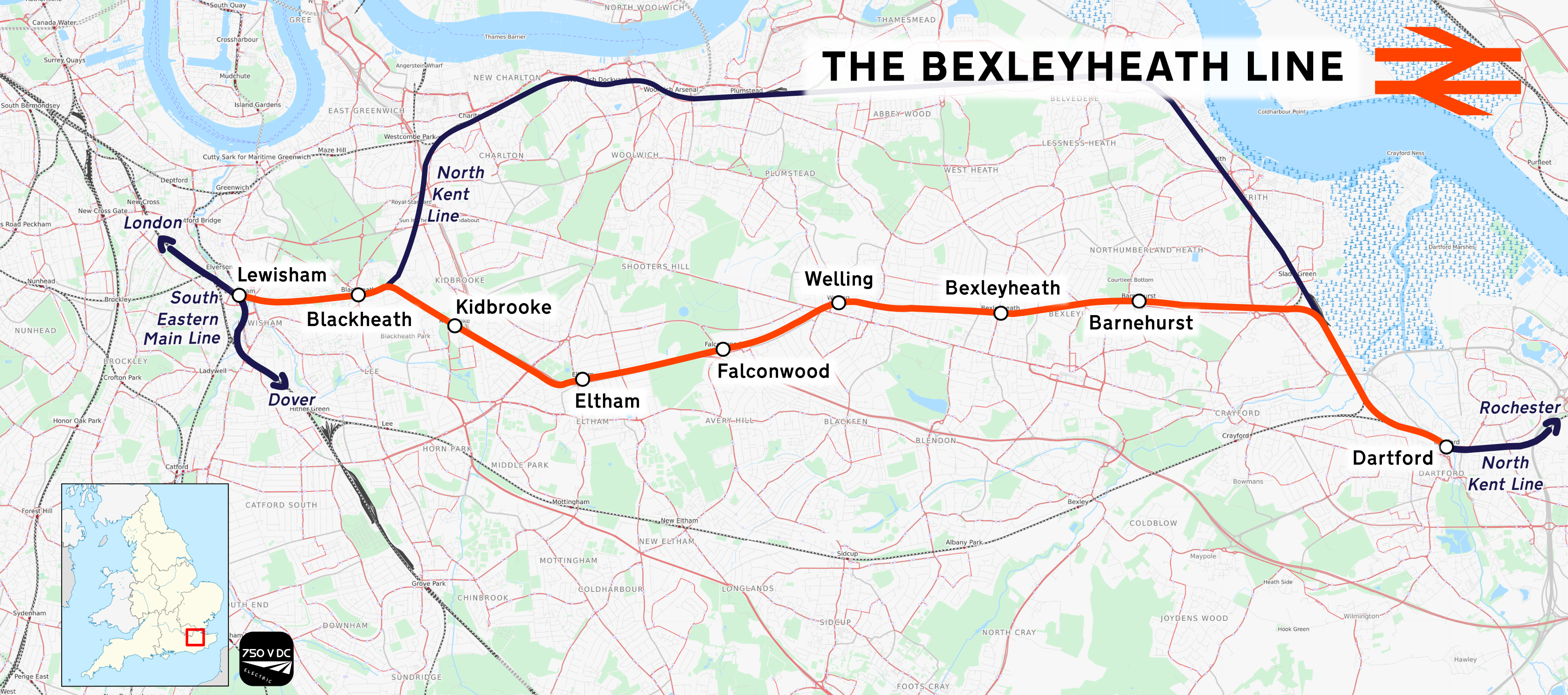
Bexleyheath line.
Réseaux de Londres.

## Histoire
La gare de Bexleyheath est mise en service le 1er mai 1895.

## Service des voyageurs

### Accueil
La gare dispose d'une entrée principale sur la Station Road à Bexleyheath.

### Desserte
La gare de Bexley est desservie par : des trains Southeastern en provenance ou à destination des gares de : Charing Cross, Dartford et Londres-Victoria.

Installations et desserte
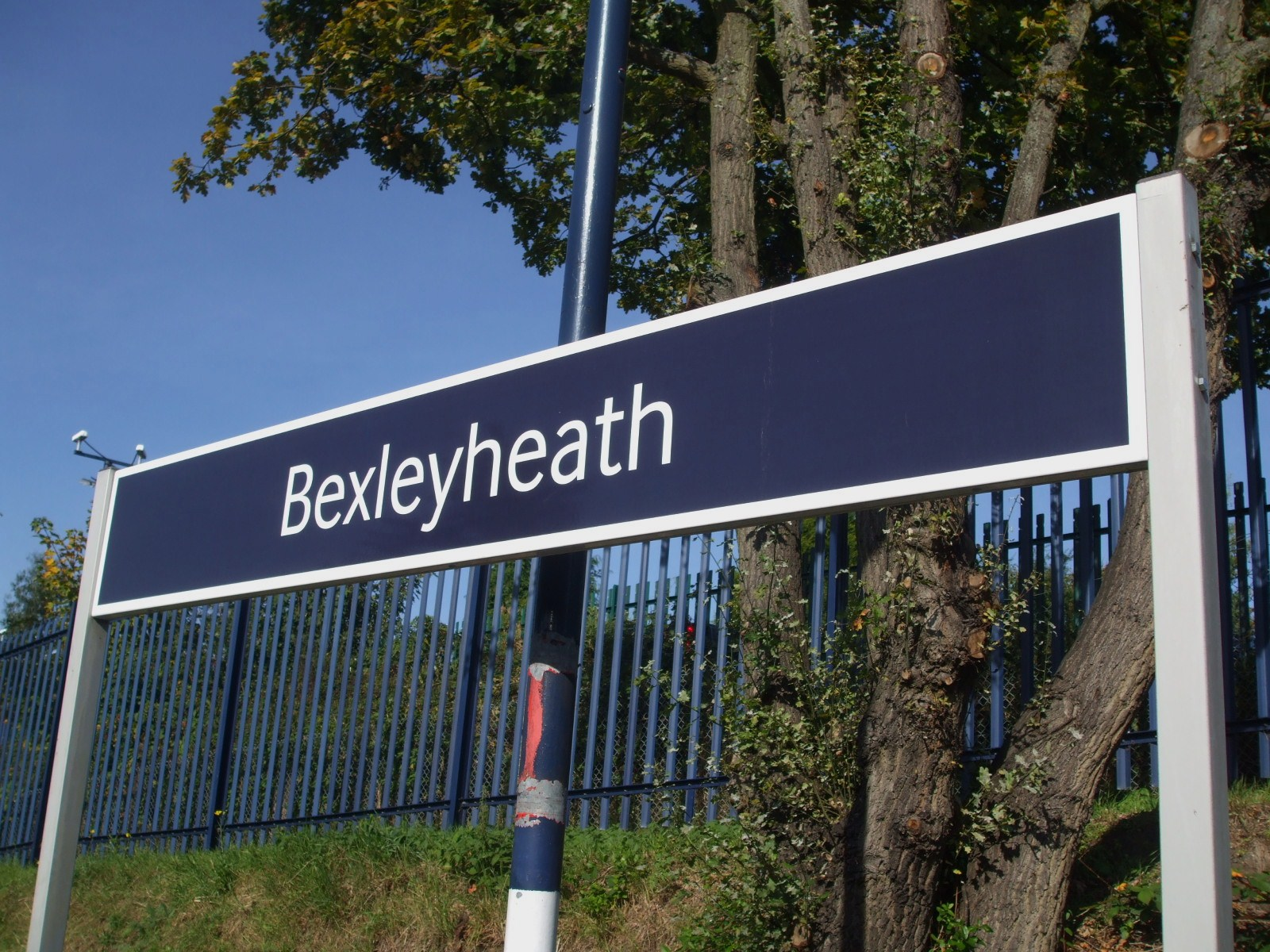
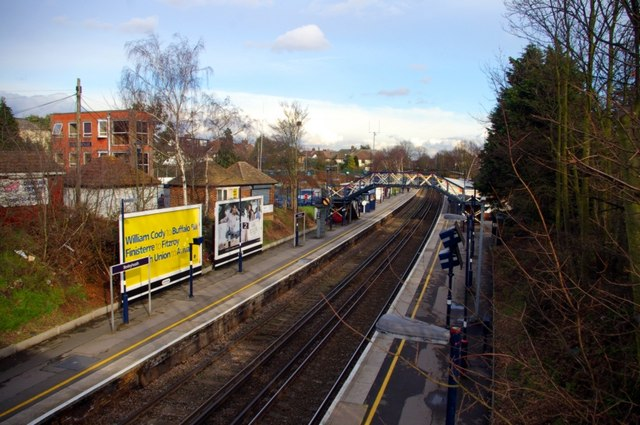
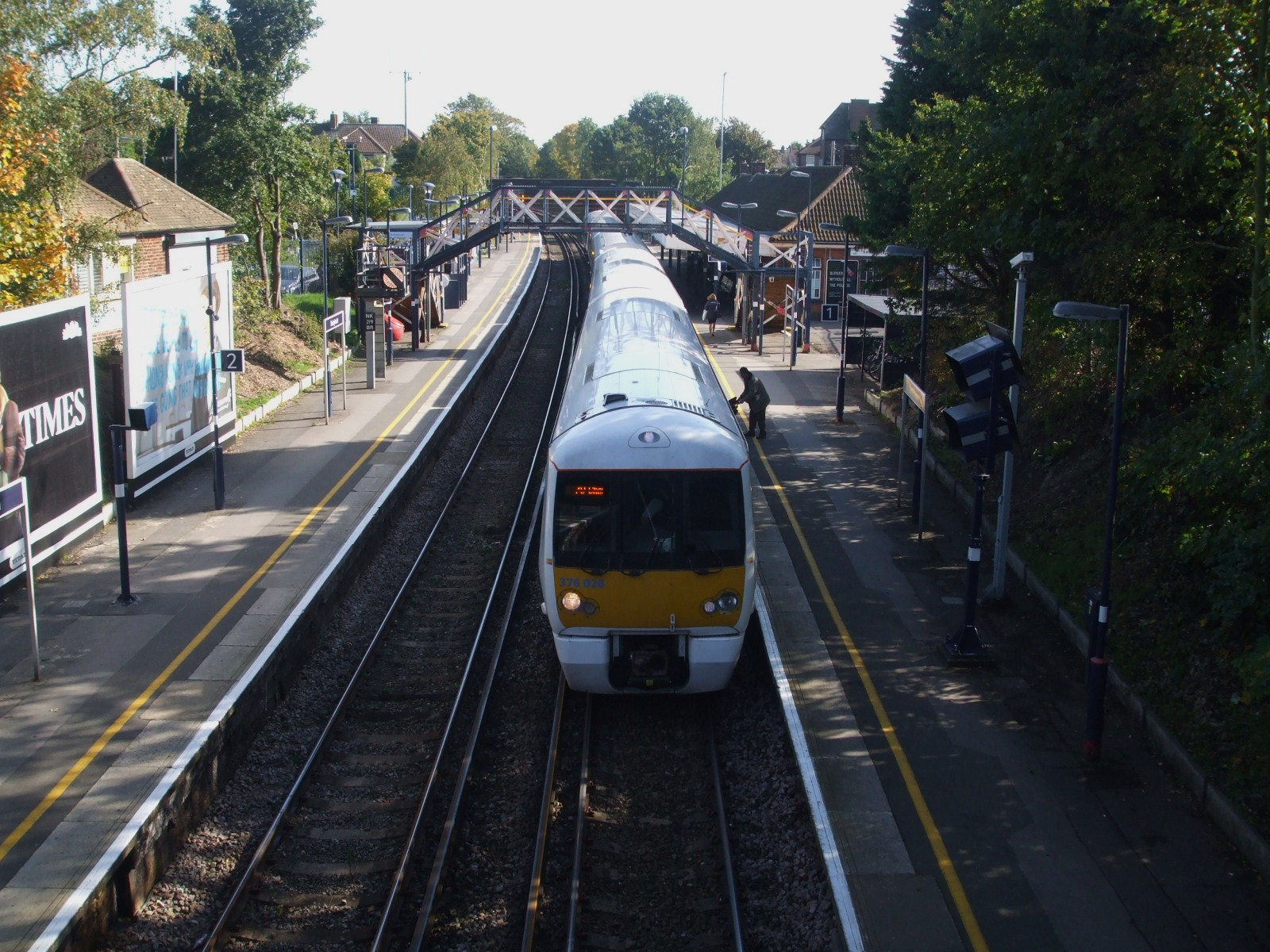
2008.

### Intermodalité
Elle est desservie par des autobus de Londres des lignes : 422, B11, B12 et B15.